# Reduta Katedralna w Poznaniu
Reduta Katedralna w Poznaniu (Fort Radziwiłł, Dom Redoute, Domwerk I) – nieistniejąca reduta, element twierdzy poligonalnej w Poznaniu, budowanej w latach 1840–1869. Znajdowała się na Zagórzu, w południowej części Ostrowa Tumskiego.
Obiekt wybudowano w latach 1856–1859 w postaci pięciobocznej reduty ze śródszańcem wieżowym (czterokondygnacyjna baszta) inspirowanej założeniami obronnymi Marca Montelamberta. Otoczony był wałem i napełnioną wodą fosą. Reduta Katedralna stanowiła istotny element obronny Twierdzy Poznań w osłabionym punkcie jaki w tym miejscu tworzyła rzeka Warta. Siłę ognia stanowiło sześć dział rozmieszczonych na dwóch pełnych kondygnacjach działowych i tarasie artyleryjskim. W 1864 nadano mu nową nazwę, od nazwiska Antoniego Henryka Radziwiłła, namiestnika Wielkiego Księstwa Poznańskiego. Ziemne umocnienia zniwelowano w 1924, a samą redutę rozebrano na początku lat 50. XX wieku.